# Sebastian Neumann
Sebastian Neumann (Berlino, 18 febbraio 1991) è un ex calciatore tedesco, di ruolo difensore.

## Carriera
Fa il suo debutto con l'Hertha Berliner Sport-Club il 14 agosto 2010 in Coppa di Germania contro lo Sport Club Pfullendorf, mentre la sua prima partita in campionato avviene il 22 ottobre dello stesso anno contro lo Spielvereinigung Greuther Fürth.